# Acropolitis magnana
Acropolitis magnana es una especie de polilla del género Acropolitis, tribu Archipini, subfamilia Tortricinae.

## Distribución
Se distribuye por Australia (Nueva Gales del Sur).

## Taxonomía
Fue descrita por Francis Walker en 1863 y publicada en List of the Specimens of Lepidopterous Insects in the Collection of the British Museum 28: 330.